# Acartauchenius sardiniensis
Acartauchenius sardiniensis é uma espécie de aranhas da família Linyphiidae encontradas na Sardenha. Foi descrita pela primeira vez em 1995.